# Teirijärvi
Teirijärvi eller Teerijärvi är en sjö i Finland. Den ligger i kommunen Pello i landskapet Lappland, i den norra delen av landet, 700 km norr om huvudstaden Helsingfors. Teirijärvi ligger 131,7 meter över havet. Arean är 11,8 hektar och strandlinjen är 1,44 kilometer lång. Sjön  ingår i Torne älvs huvudavrinningsområde. 